# Tero Pitkämäki
Tero Kristian (Tero) Pitkämäki (Seinäjoki, 19 december 1982) is een Finse atleet, die gespecialiseerd is in het speerwerpen. Hij werd wereldkampioen en meervoudig Fins kampioen in deze discipline. Ook nam hij viermaal deel aan de Olympische Spelen, en won hierbij in totaal één medaille. 

## Loopbaan
Zoals vele van zijn landgenoten begon Pitkämäki zijn sportcarrière met het crosscountry-skiën. Maar hij besefte dat hij de absolute top in deze sport nooit zou bereiken en dus stapte hij rond zijn zestiende over op het speerwerpen. Ondanks de successen die hij in dit métier behaalde, bleef Pitkämäki voorrang geven aan zijn studies. Deze beletten hem evenwel niet om in het seizoen 2005 met de absolute top in het speerwerpen mee te draaien. In april 2006 studeerde hij af als elektrotechnicus.
Op 13 juli 2007 verwondde hij de Franse verspringer Salim Sdiri, nadat zijn speer ruim vijf meter buiten de sector terechtkwam bij een worp van vrijwel 90 m. De verspringer leek eerst slechts lichtgewond te zijn, maar een dag later bleken toch zijn lever en nier enigszins te zijn beschadigd. Dit voorval vond plaats tijdens de Golden League Meeting in Rome. Pitkämäki was hierdoor zodanig aangeslagen dat hij naast het goud greep. Hij werd tweede.
Zijn sportieve hoogtepunt is het behalen van de wereldtitel tijdens de wereldkampioenschappen van 2007 in Osaka met een worp van 90,33 m. Vanwege zijn wereldtitel werd Pitkämäki in 2007 verkozen tot de Europees atleet van het jaar. Hij nam driemaal deel aan de Olympische Spelen en werd hierbij 2004 (8e - 83,01), 2008 (3e - 86,16) en 2012 (5e - 82,80).
Pitkämäki is de partner van zevenkampster Niina Kelo. Hij is lid van de club Nurmon Urheilijat -99 en hij wordt gecoacht door Hannu Kangas.

## Titels
- Wereldkampioen speerwerpen - 2007
- Fins kampioen speerwerpen - 2004, 2005, 2006, 2007, 2010

## Persoonlijk record
| Onderdeel   | Prestatie | Datum        | Plaats   |
| ----------- | --------- | ------------ | -------- |
| speerwerpen | 91,53 m   | 26 juni 2005 | Kuortane |

## Prestatieontwikkeling

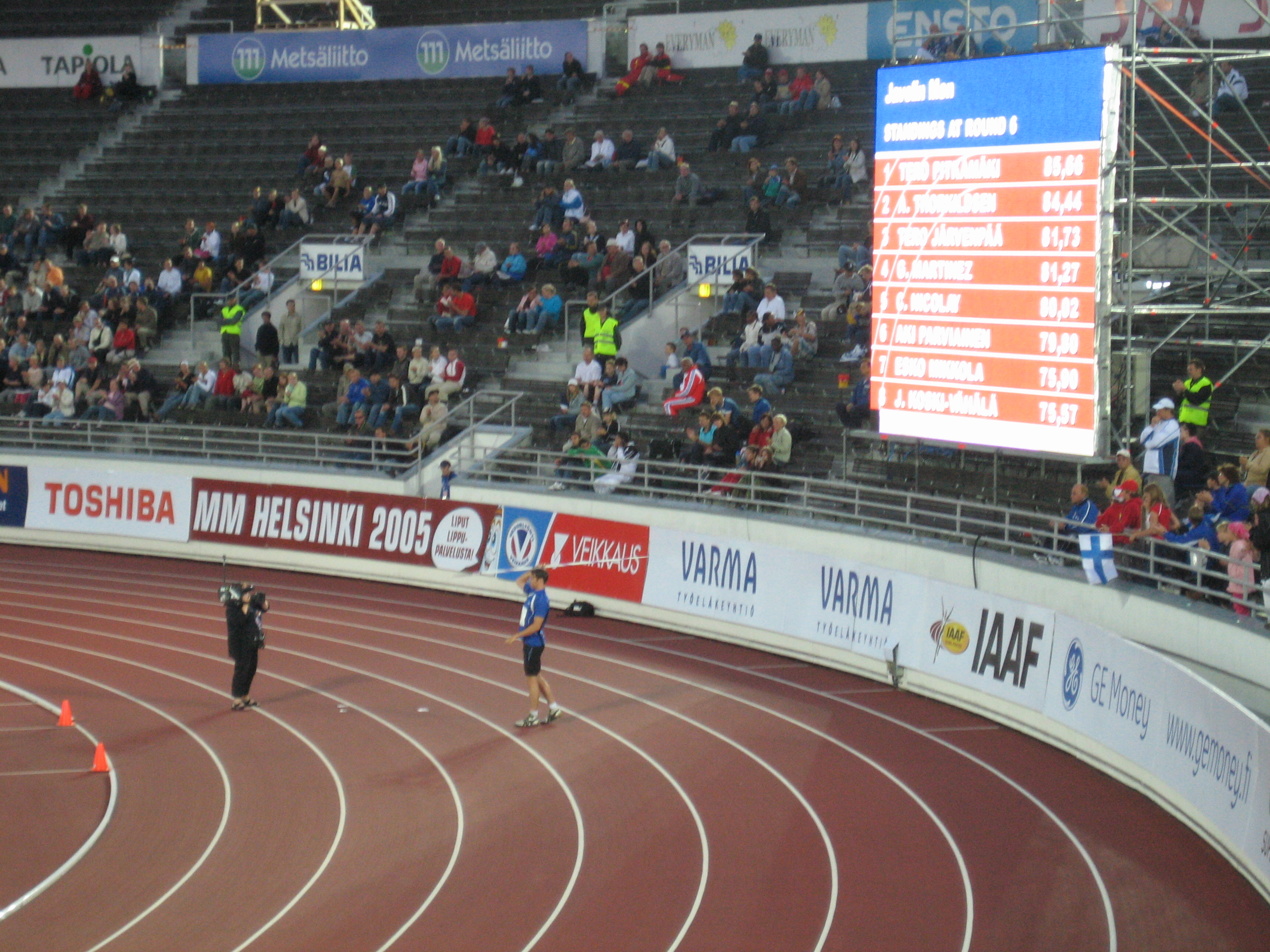

| Jaar | Prestatie (meter) |
| ---- | ----------------- |
| 1997 | 57,50             |
| 1998 | 62,26             |
| 1999 | 74,56             |
| 2000 | 73,75             |
| 2001 | 74,89             |
| 2002 | 77,24             |
| 2003 | 80,45             |
| 2004 | 84,64             |
| 2005 | 91,53 (PR)        |
| 2006 | 91,11             |
| 2007 | 91,23             |
| 2008 | 87,70             |
| 2009 | 87,79             |
| 2010 | 86,92             |
| 2011 | 85,33             |
| 2012 | 86,98             |
| 2013 | 87,60             |
| 2014 | 86,63             |
| 2015 | 89,09             |
| 2016 | 86,13             |
| 2017 | 88,27             |

## Resultaten

### Kampioenschappen
- 2000: 9e in kwal. WK junioren - 66,59 m
- 2001: 5e EK junioren - 73,33 m
- 2003:  EK U23 - 78,84 m
- 2004: 8e OS - 83,01 m
- 2004: 5e Wereldatletiekfinale - 78,50 m
- 2005:  Europacup - 85,90 m
- 2005: 4e WK - 81,27 m
- 2005:  Wereldatletiekfinale - 91,33 m
- 2006:  Europacup - 85,30 m
- 2006:  EK - 86,44 m
- 2006:   Wereldatletiekfinale - 88,25 m
- 2007:  WK - 90,33 m
- 2007:  Wereldatletiekfinale - 88,19 m
- 2008:  OS - 86,16 m
- 2008:  Wereldatletiekfinale - 81,64 m
- 2009: 5e WK - 81,90 m
- 2009:  Wereldatletiekfinale - 84,09 m
- 2010:  EK - 86,67 m
- 2011: 9e in kwal. WK - 79,45 m
- 2012: 11e EK - 74,89 m
- 2012: 4e OS - 82,80 m[1]
- 2013:  WK - 87,07 m
- 2014:  EK - 84,40 m
- 2016: 10e in kwal. OS - 79,56 m
- 2017: 5e WK - 86,94 m

### Golden League-overwinningen
- 2005: Meeting Gaz de France - 85,95 m
- 2005: Bislett Games - 90,54 m
- 2005: Weltklasse Zürich - 88,71 m
- 2005: ISTAF - 89,32 m
- 2006: Meeting Gaz de France - 89,07 m
- 2006: Weltklasse Zürich - 88,27 m
- 2007: Bislett Games - 88,78 m
- 2007: Meeting Gaz de France - 89,70 m
- 2007: Memorial Van Damme - 87,30 m
- 2007: ISTAF - 88,58 m
- 2008: ISTAF - 85,20 m
- 2008: Golden Gala - 87,70 m
- 2008: Memorial Van Damme - 85,82 m
- 2009: ISTAF - 86,53 m
- 2009: Bislett Games - 84,63 m
- 2009: Memorial Van Damme - 86,23 m

### Diamond League-overwinningen + eindresultaten
- 2010: DN Galan - 84,41 m
- 2010:   Diamond League - 13 p
- 2011: Shanghai Golden Grand Prix - 85,33 m
- 2012: DN Galan – 86,98 m
- 2012: Weltklasse Zürich – 85,27 m
- 2012:   Diamond League - 12 p
- 2013: Shanghai Golden Grand Prix – 87,60 m
- 2013: Memorial Van Damme – 87,32 m
- 2013:   Diamond League - 16 p
- 2014: Bislett Games – 84,18 m
- 2014:   Diamond League - 10 p
- 2015: Qatar Athletic Super Grand Prix - 88,62 m
- 2015: Herculis - 88,87 m
- 2015: Memorial Van Damme - 87,37 m
- 2015:   Diamond League - 17 p

## Onderscheidingen
- Europees atleet van het jaar - 2007

1983: Detlef Michel ·
1987: Seppo Räty ·
1991: Kimmo Kinnunen ·
1993: Jan Železný ·
1995: Jan Železný ·
1997: Marius Corbett ·
1999: Aki Parviainen ·
2001: Jan Železný ·
2003: Sergej Makarov ·
2005: Andrus Värnik ·
2007: Tero Pitkämäki ·
2009: Andreas Thorkildsen ·
2011: Matthias de Zordo ·
2013: Vítězslav Veselý ·
2015: Julius Yego ·
2017: Johannes Vetter ·
2019: Anderson Peters ·
2022: Anderson Peters ·
2023:  Neeraj Chopra